# ADW.Launcher
ADW.LauncherとはAndroid用のランチャーアプリである。カスタマイズが容易なことから、ユーザーが多い。日本語に対応している。有料版「ADW.Launcher EX」もある。